# La Belle Noiseuse
La Belle Noiseuse is een Franse dramafilm uit 1991 onder regie van Jacques Rivette. De film is deels gebaseerd op de novelle Le Chef-d'œuvre inconnu (1831) van de Franse auteur Honoré de Balzac.

## Verhaal
De oude Franse schilder Édouard Frenhofer heeft geen inspiratie meer en vreest daarom dat zijn artistieke carrière voorbij is. Zijn laatste schilderij, een portret van een vrouw, heeft hij nooit afgewerkt. De liefde voor die vrouw is intussen voorbij. Nicolas, een jonge bewonderaar en zelf beginnend artiest, spoort hem aan om een nieuwe muze te zoeken. Hij stelt zijn vriendin Marianne aan hem voor als model. Terstond krijgt Édouard opnieuw inspiratie.

## Rolverdeling
| Acteur             | Personage         |
| ------------------ | ----------------- |
| Michel Piccoli     | Édouard Frenhofer |
| Jane Birkin        | Liz               |
| Emmanuelle Béart   | Marianne          |
| Marianne Denicourt | Julienne          |
| David Bursztein    | Nicolas           |
| Gilles Arbona      | Porbus            |
| Marie Belluc       | Magali            |
| Marie-Claude Roger | Françoise         |